# カエル卵抽出液
カエル卵抽出液（かえるらんちゅうしゅつえき：frog egg extract）は、カエル卵を遠心分離して得られる抽出物。細胞生物学の研究において、細胞周期の進行やゲノムDNAの複製と分配の分子メカニズムの解析に適した無細胞系として用いられている。

## 歴史
カエル卵抽出液の最初の報告は、1983年、増井禎夫によるヒョウガエル（Rana pipiens）の未受精卵を用いたものである。その後、アフリカツメガエル（Xenopus laevis）を用いた同様の実験が報告され、細胞周期研究の一翼を担う実験系へと発展した。現在では、卵抽出液と言えば、殆どの場合X. laevisの卵から調製されるが、ニホンヒキガエル（Bufo japonicus） やネッタイツメガエル（X. tropicalis）の卵を用いた同様の無細胞系も報告されている。

## 抽出液調製の基礎
カエルの未受精卵は減数第二分裂中期に停止した状態で産み出される。その後、受精すると、細胞質では（小胞体から放出された）Ca2+濃度の一過的な上昇が起こり、それが引き金となって細胞周期の停止状態が解除される。その結果、S期（DNA複製期）とM期（分裂期）が交互に繰り返される初期胚型の細胞周期（卵割周期とも言う）が開始される。

### M期抽出液

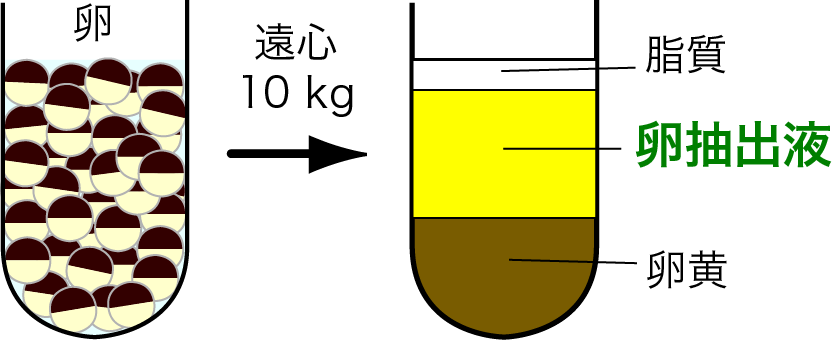
図1　試験管に詰めたカエル卵を遠心破砕することにより、卵抽出液が得られる。

カエルの未受精卵をEGTA（ethylene glycol tetraacetic acid: Ca2+のキレータ）を含む緩衝液とともに遠心管に詰め、余分な緩衝液を取り除いた後に遠心破砕すると（10,000g 程度）、卵黄、可溶性分画、脂質の３層に分離される（図1）。中央の可溶性分画を取り出したものをM期抽出液と呼ぶ。この抽出液ではM期促進因子（MPF [M-phase promoting factor]、サイクリンB-Cdk1とほぼ同義）が高い活性を維持している。ここに精子核クロマチン（精子を界面活性剤で処理し、原形質膜を透過させたもの）を加え、1時間ほどインキュベーションするとM期染色体が作られる。その際、クロマチンの周辺には、まず、微小管が形成され、やがて、２つの極をもった紡錘体へと変化する。

### S期（間期）抽出液
上記のM期抽出液に、数百μM程度（抽出液中に残留するEGTAを上回る）のCaCl2を加えると、速やかなMPFの不活性化（プロテアソームによるサイクリンBの分解）が起こる。その結果、分裂中期から分裂後期、さらに、S期へと細胞周期が進行する（これをS期抽出液あるいは間期抽出液と呼ぶ）。このS期抽出液に精子クロマチンを加えると、膨潤したクロマチンの周囲に膜小胞が集合し、さらにそれらが融合することで核膜が形成され、細胞核が作られる。さらに、核と細胞質の間では能動的な物質輸送が起こり、核内のゲノムDNAが複製される。これらの抽出液には、大量のmRNAとリボソームが含まれているためタンパク質の翻訳も行われる。このように卵抽出液の無細胞系では、増殖細胞で起こる多くの現象を再現できるが、転写が起こらないことは唯一の例外といっても良い。これは、実際の卵や初期胚において（減数分裂の途中から受精後の胞胚期まで）転写が起こらないことを反映している。

## 用途別に開発された様々な抽出液
これまでに実験の用途に合わせた改変が行われ、以下に挙げる様々な抽出液が確立されている。

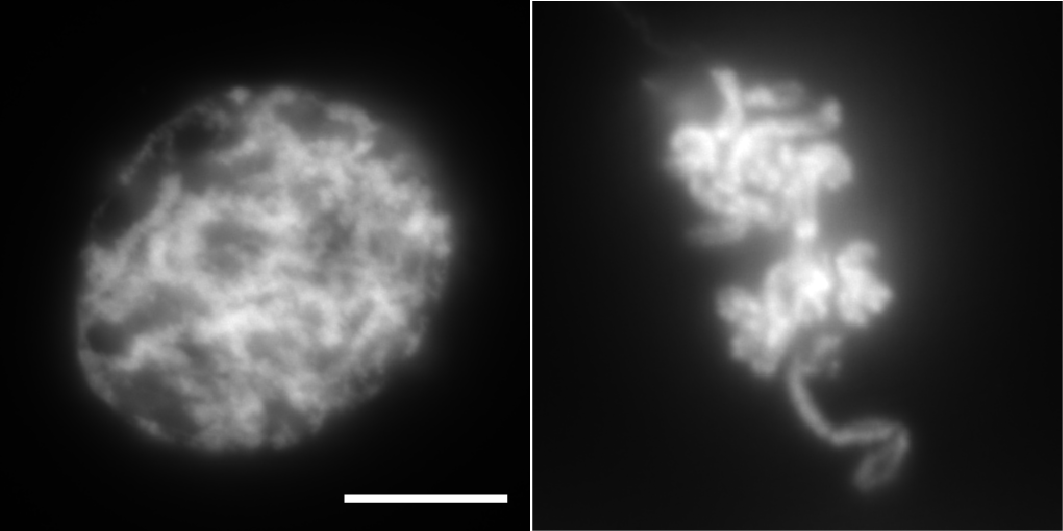
図2　サイクリング抽出液中の細胞核（S期：左）と染色体（M期：右）のDAPI染色像。バーは10 µm。

### サイクリング抽出液（cycling extract）
未受精卵をCaイオノフォアで処理する、または、電気刺激を与えるなどして、受精時の細胞内応答を（擬似的に）誘起した後に破砕すると、自律的に（2-3周期の）S期とM期を繰り返す抽出液が得られる。これをサイクリング抽出液と呼ぶ。この抽出液を用いて、M期への進行がサイクリンBタンパク質の翻訳（それに伴うMPFの活性化）に依存することが明らかにされた。おもに、細胞周期進行のメカニズムの解析に用いられる。

### 超遠心分画（high-speed supernatant [HSS]）
通常の卵抽出液を超遠心分画し（100,000~200,000g）、膜成分とリボソームを除いた（可溶性タンパク質が含まれる）分画を超遠心分画と呼ぶ。HSSでは細胞周期に応じたクロマチン構造変化を部分的に再現できるが、核形成や翻訳は起こらない。タンパク質の精製に適している。

### 核質抽出液（nucleplasmic extract [NPE]）
S期抽出液に大量の精子クロマチンを加えて細胞核を形成させ（1 μLあたり、~10,000個）、その反応液を希釈せずに遠心すると核が最上層に分離される。この核成分のみを集めてさらに強い力で遠心すると、上澄と沈殿（核膜やクロマチンが含まれる）に分かれる。上澄は核の可溶性成分からなり、これを核質抽出液と呼ぶ。DNAをS期のHSSでインキュベーションした後に、NPEを加えると複製が起こる。通常のS期抽出液ではDNAの周辺に核が形成されることが複製開始の前提となるが、このプロトコルでは核形成なしに複製を誘導できることが大きな特長である。この方法を用いることによって、複製開始に至るプロセスを詳細に解析できるようになった。また、プラスミドDNAなど（精子由来ではないDNA）を用いた場合にも、高い効率でDNA複製を再現することができる。この特徴を活かし、損傷を導入したDNAを用いたDNA修復メカニズムの研究も行われている。

## カエル卵抽出液を用いた研究成果
カエル卵抽出液を用いた研究は1980年代後半から2000年頃にかけて細胞周期研究の飛躍的な進展を支えた。特筆すべき研究成果を次に挙げる。
- MPFの精製[12]。
- 分裂期の開始と終了におけるサイクリンBの合成と分解の役割の解明[9][13]。
- 染色体分離にサイクリンB以外のタンパク質（セキュリン）の分解が必要であることの発見[14]。
- 中心体に依存しない（クロマチンに依存した）紡錘体形成メカニズムの発見[15]。
- 細胞周期あたり一回のDNA複製が保証されるメカニズム（ライセンス化メカニズム）の提唱[16]、ライセンス化因子の同定[17]。
- M期染色体凝縮に必須なコンデンシン複合体の同定[18][19]。
- 姉妹染色分体接着に必須なコヒーシン複合体の同定[20]。
- 核輸送因子（インポーチンα/β）の同定[21]。

近年では、無細胞系の優れた操作性を活かして、分化した細胞核の初期化、細胞周期制御メカニズムの数理解析、紡錘体や細胞核の力学的特性の研究も行われている。

## 引用文献
1. ↑  Lohka MJ, Masui Y (1983). “Formation in vitro of sperm pronuclei and mitotic chromosomes induced by amphibian ooplasmic components”. Science 220:  719-721. PMID 6601299.
2. 1 2  Lohka MJ, Maller JL. (1985). “Induction of nuclear envelope breakdown, chromosome condensation, and spindle formation in cell-free extracts”. J. Cell Biol. 101:  518-523. PMID 3926780.
3. ↑  Ohsumi K, Katagiri C (1991). “Characterization of the ooplasmic factor inducing decondensation of and protamine removal from toad sperm nuclei: involvement of nucleoplasmin”. Dev. Biol. 148:  295-305. PMID 1936566.
4. ↑  Iwao, Y; Katagiri, C (1984). “In vitro induction of sperm nucleus decondensation by cytosol from mature toad eggs”. The Journal of Experimental Zoology 230:  115–124. PMID 6427388.
5. ↑  Brown KS, Blower MD, Maresca TJ, Grammer TC, Harland RM, Heald R (2007). “Xenopus tropicalis egg extracts provide insight into scaling of the mitotic spindle”. J. Cell Biol. 176:  765-770. PMID 17339377.
6. ↑  Masui Y (2000). “The elusive cytostatic factor in the animal egg”. Nat. Rev. Mol. Cell Biol. 1:  228-232. PMID 11252899.
7. ↑  Newport J, Kirschner M (1982). “A major developmental transition in early Xenopus embryos: I. characterization and timing of cellular changes at the midblastula stage”. Cell 30:  675-686. PMID 6183003.
8. ↑  Murray AW (1991). “Cell cycle extracts”. Methods Cell Biol. 36:  581-605. PMID 1839804.
9. 1 2  Murray AW, Kirschner MW (1989). “Cyclin synthesis drives the early embryonic cell cycle”. Nature 339:  275-280. PMID 2566917.
10. ↑  Walter J, Sun L, Newport J (1998). “Regulated chromosomal DNA replication in the absence of a nucleus”. Mol. Cell 1:  519-529. PMID 9660936.
11. ↑  Räschle M, Knipscheer P, Enoiu M, Angelov T, Sun J, Griffith JD, Ellenberger TE, Schärer OD, Walter JC (2008). “Mechanism of replication-coupled DNA interstrand crosslink repair”. Cell 134:  969-980. PMID 18805090.
12. ↑  Lohka MJ, Hayes MK, Maller JL (1988). “Purification of maturation-promoting factor, an intracellular regulator of early mitotic events”. Proc. Natl. Acad. Sci. USA 85:  3009-3013. PMID 3283736.
13. ↑  Murray AW, Solomon MJ, Kirschner MW (1989). “The role of cyclin synthesis and degradation in the control of maturation promoting factor activity”. Nature 339:  280-286. PMID 2566918.
14. ↑  Holloway SL, Glotzer M, King RW, Murray AW (1993). “Anaphase is initiated by proteolysis rather than by the inactivation of maturation-promoting factor”. Cell 73:  1393-1402. PMID 8391932.
15. ↑  Heald R, Tournebize R, Blank T, Sandaltzopoulos R, Becker P, Hyman A, Karsenti E (1996). “Self-organization of microtubules into bipolar spindles around artificial chromosomes in Xenopus egg extracts”. Nature 382:  420-425. PMID 8684481.
16. ↑  Blow JJ, Laskey RA (1988). “A role for the nuclear envelope in controlling DNA replication within the cell cycle”. Nature 332:  546-548. PMID 3357511.
17. ↑  Kubota Y, Mimura S, Nishimoto S, Takisawa H, Nojima H (1995). “Identification of the yeast MCM3-related protein as a component of Xenopus DNA replication licensing factor”. Cell 81:  601-609. PMID 7758114.
18. ↑  Hirano T, Mitchison TJ (1994). “A heterodimeric coiled-coil protein required for mitotic chromosome condensation in vitro”. Cell 79:  449-458. PMID 7954811.
19. ↑  Hirano T, Kobayashi R, Hirano M (1997). “Condensins, chromosome condensation protein complexes containing XCAP-C, XCAP-E and a Xenopus homolog of the Drosophila Barren protein”. Cell 89:  511-521. PMID 9160743.
20. ↑  Losada A, Hirano M, Hirano T (1998). “Identification of Xenopus SMC protein complexes required for sister chromatid cohesion”. Genes Dev. 12 (13):  1986-1997. PMID 9649503.
21. ↑  Görlich D, Prehn S, Laskey RA, Hartmann E (1994). “Isolation of a protein that is essential for the first step of nuclear protein import”. Cell 79:  767-778. PMID 8001116.
22. ↑  Ganier O, Bocquet S, Peiffer I, Brochard V, Arnaud P, Puy A, Jouneau A, Feil R, Renard JP, Méchali M (2011). “Synergic reprogramming of mammalian cells by combined exposure to mitotic Xenopus egg extracts and transcription factors”. Proc Natl Acad Sci USA 108:  17331-17336. PMID 21908712.
23. ↑  Pomerening JR, Kim SY, Ferrell JE Jr (2005). “Systems-level dissection of the cell-cycle oscillator: bypassing positive feedback produces damped oscillations”. Cell 122:  565-578. PMID 16122424.
24. ↑  Shimamoto Y, Maeda YT, Ishiwata S, Libchaber AJ, Kapoor TM (2011). “Insights into the micromechanical properties of the metaphase spindle”. Cell 145:  767-778. PMID 21703450.
25. ↑  Hara Y, Merten CA (2015). “Dynein-based accumulation of membranes regulates nuclear expansion in Xenopus laevis egg extracts”. Dev Cell 33:  562-575. PMID 26004509.

## 参考図書
- B. Alberts他 著（中村桂子他 翻訳）『細胞の分子生物学 第５版』ニュートンプレス、2010年。
- D. Morgan 著（中山敬一・中山啓子 翻訳）『カラー図説 細胞周期』メディカルサイエンスインターナショナル、2008年。